# Sinfonia da Requiem
La Sinfonia da Requiem, Op. 20, per orchestra è una sinfonia scritta da Benjamin Britten nel 1940 all'età di 26 anni. Fu una delle numerose opere commissionate a diversi compositori dal governo giapponese per celebrare il 2600º anniversario della fondazione dell'Impero giapponese da parte dell'Imperatore Jimmu (considerato 11 febbraio 660 a.C. dalla nascita dell'Imperatore Jimmu). Il governo giapponese rifiutò la Sinfonia per il suo uso di titoli latini dal Requiem cattolico per i suoi tre movimenti e per il suo carattere cupo, ma fu accolta positivamente alla sua prima mondiale a New York sotto John Barbirolli. Una performance a Boston con Serge Koussevitzky portò alla commissione dell'opera Peter Grimes delle Koussevitzky Music Foundations.
La Sinfonia è la più grande opera puramente orchestrale di Britten per sala da concerto. Fu il suo primo grande lavoro orchestrale che non prevedeva un solista e, secondo il musicologo Peter Evans, segna l'apice del suo primo modo di scrivere in questo linguaggio. A differenza di molte delle opere di Britten di questo periodo, è rimasta popolare e continua ad essere inserita nei programmi dei concerti orchestrali.

## Storia
All'inizio dell'autunno del 1939 Britten fu contattato, tramite il British Council per scrivere un'opera orchestrale per una festività speciale di una grande potenza non specificata. Britten acconsentì in linea di principio a questa richiesta, a condizione che non ci si aspettasse da lui un pezzo che fosse in qualche modo sciovinista. In seguito Britten apprese che il richiedente era il Giappone, il cui governo aveva richiesto opere di compositori di diversi paesi per celebrare il 2600º anniversario della dinastia regnante. In quel periodo il Giappone era impegnato a fondo nella sua invasione della Cina continentale, ma non era ancora entrato formalmente nella seconda guerra mondiale, né si era alleato con la Germania nazista o l'Italia fascista. Aveva anche sviluppato una solida conoscenza della musica classica occidentale. Numerosi erano i gruppi che si esibivano formati da musicisti occidentali. Tra gli altri compositori occidentali che avevano ricevuto una commissione c'erano Richard Strauss, che era stato invitato a partecipare da Joseph Goebbels del governo nazista tedesco e il compositore francese Jacques Ibert. Insieme ai compositori occidentali invitati, diversi compositori giapponesi parteciparono alle celebrazioni dell'anniversario.
Passarono sei mesi prima che arrivasse il contratto per scrivere quest'opera. A questo punto Britten aveva iniziato a lavorare sulla Sinfonia. Il ritardo nel ricevere il contratto gli lasciava solo sei settimane per adempiere alla commissione. L'unico lavoro che Britten si sentì in grado di completare in tempo fu la Sinfonia. In Britten on Music il compositore ha scritto di aver poi contattato il console giapponese locale, discusso della natura dell'opera e della sua idoneità per l'occasione per la quale era destinata e comunicò al console i titoli latini dei tre movimenti dell'opera. Britten presumeva che tutte le informazioni che aveva rivelato fossero state inoltrate all'ambasciatore giapponese. Scrisse di essere stato in seguito informato che la Sinfonia avrebbe adempiuto alla commissione in modo soddisfacente. Britten completò il lavoro, lo presentò e per sei mesi non seppe più nulla di quella faccenda.
Nell'autunno del 1940 Britten fu convocato al consolato giapponese, dove gli fu letta una lunga lettera del visconte Hidemaro Konoye, che fungeva da organizzatore della celebrazione. Il visconte era il fratello minore del principe Fumimaro Konoye, l'allora primo ministro del Giappone. In questa lettera il visconte accusava Britten, come scrisse in seguito Britten, "di insultare un potere amico, di fornire un'opera cristiana dove il cristianesimo era evidentemente inaccettabile, che il lavoro era cupo, e così via". Questa sezione della lettera diceva: "Temiamo che il compositore abbia assolutamente frainteso il nostro desiderio ... [La musica] ha un tono malinconico sia nel suo schema melodico che nel ritmo, rendendola inadatta all'esecuzione in un'occasione come la nostra cerimonia nazionale."
Con l'aiuto del poeta e collega espatriato Wystan Hugh Auden, Britten rispose per iscritto, "nel modo più dignitoso possibile", che il fatto di aver fornito un'opera cristiana non era una sorpresa, dato che era un cristiano e veniva da una nazione cristiana. Negò la presunta tristezza della Sinfonia e ogni intento offensivo e affermò che il ritardo nel ricevere il contratto aveva eliminato la possibilità di comporre un'opera celebrativa entro il termine previsto. Britten presentò questa lettera al consolato britannico, che l'approvò e la inoltrò a Tokyo. Questa fu l'ultima cosa, scrisse, che seppe della questione. Dopo l'attacco di Pearl Harbor, i rapporti tra Gran Bretagna e Giappone furono interrotti..  Sebbene il pezzo fosse stato respinto, i giapponesi non chiesero la restituzione della commissione di commissione. Il visconte Konoye, invece, annunciò che la partitura di Britten era arrivata troppo tardi per essere inserita nella celebrazione.

## Première
La prima mondiale ebbe luogo alla Carnegie Hall di New York il 29 marzo 1941 con la New York Philharmonic diretta da John Barbirolli. La prima esecuzione britannica ebbe luogo l'anno successivo e la sua prima tardiva giapponese fu il 18 febbraio 1956, con il compositore alla guida della NHK Symphony Orchestra. Non molto tempo dopo la prima di New York, Sergej Kusevickij diresse il lavoro con la Boston Symphony Orchestra. Questa performance portò poi alla commissione da parte delle Koussevitzky Music Foundations dell'opera di Peter Grimes.

## Composizione

### Struttura
The symphony is in three movements played without a break, and a performance usually lasts around 20 minutes. Britten's analysis, quoted in the Los Angeles Philharmonic Orchestra's program notes, reads:
- Lacrymosa. Un lamento con una marcia lenta in un ritmo persistente di 6/8 con un forte centro tonale su re maggiore. Ci sono tre motivi principali: 1) un tema sincopato e sequenziale annunciato dai violoncelli cui risponde un fagotto solista; 2) un tema ampio, basato sull'intervallo di una settima maggiore; 3) accordi alternati su flauto e i tromboni, sottolineati da pianoforte, arpe e tromboni. La prima sezione del movimento pulsa silenziosamente; il secondo è un lungo crescendo che porta ad un apice basato sul primo tema del violoncello. Non ci sono pause prima del:
- Dies irae. Una forma di Danza della Morte, con occasionali momenti di tranquillo ritmo di marcia. Il motivo dominante di questo movimento è annunciato all'inizio dai flauti e include un'importante figura tremolando. Altri motivi sono una tripletta di note ripetute nelle trombe, una melodia lenta e fluida sul sassofono e una sincopata più vivace negli ottoni. Lo schema del movimento è una serie di momenti culminanti di cui l'ultimo è il più potente, che fa disintegrare la musica e porta direttamente al:
- Requiem aeternam. Molto silenziosamente, su uno sfondo di archi ed arpe solisti, i flauti annunciano la tranquilla melodia in re maggiore, il motivo principale del movimento. C'è una sezione centrale in cui gli archi suonano una fluida melodia. Questo diventa un breve culmine, ma la melodia di apertura viene presto ripresa ed il lavoro termina silenziosamente con una nota di clarinetto lunga e sostenuta.[7]

I titoli dei tre movimenti sono tratti dalla Messa da morto cattolica romana, ma la composizione non ha associazioni liturgiche. Britten ha descritto i movimenti rispettivamente come "un lento lamento in marcia", "una forma di danza della morte" e "la risoluzione finale". Tutti i suoi movimenti hanno re maggiore come centro tonale.

### Temi

#### I. Lacrymosa
| \relative c { \clef bass \key d \minor \time 6/8 \tempo "Andante ben misurato" 4. = 40 r4 a8--~\pp a4 bes8--~ \| bes4 d,8(\< b'4 f'8\!) \| f4-- a,8--~ a4 bes8--~ \| bes4 d,8(\< b'4 g'8)\! \| g4-- } |
| \relative c' { \clef treble \key d \minor \time 6/8 \tempo 4. = 40 r4 r8 d4.~(\p \| d\< c'\!\> \| d,2.\!~ \| d4.) c'( \| d, c' \| d,\< cis' \| ees,2.\f\!\>~ \| ees~\! \| ees4.) }                    |
| \relative c { \clef bass \key d \minor \time 6/8 \tempo 4. = 40 <des bes ges>2.->\pp \| \clef treble <gis''' e cis>->~ \| <gis e cis>4. }                                                             |

#### II. Dies irae
| \relative c''' { \clef treble \key d \minor \time 3/4 \tempo "Allegro con fuoco" 4 = 148 r4 a:32\pp\< a8\!-. a-> \| a-> } |
| \relative c'' { \clef treble \key d \minor \time 3/4 \tempo "Con anima" 4 = 148 \times 2/3 { g8(\mf^"molto marcato" b) b } \times 2/3 { b b b } \times 2/3 { b( g) g } \| \times 2/3 { g g g } \times 2/3 { g( b) b } \times 2/3 { b( g) g } \| a } |
| \relative c' { \clef treble \key g \minor \numericTimeSignature \time 4/4 \tempo "Alla marcia" 4 = 148 r2 ees~(\< \| ees2.\!\p_"espr." e4~ \| e4.\< f8~ f4\! c'4~\> \| c2.\! }                                                                      |
| \relative c'' { \clef treble \key g \minor \numericTimeSignature \time 4/4 \tempo 4 = 148 << { e8-. f4-- e8--~ e d cis-. e-. \| d-. r e-. d--~ d c4-- b8-. } \\ { r4 e8-. d--~ d e-. d-. e-. \| d-. r r4 c8-. d-. c-. b-. } >> }                    |

### Strumentazione
La partitura è scritta per:
- 3 flauti (3° anche ottavino e flauto contralto), 2 oboi, corno inglese, 2 clarinetti, clarinetto basso (anche clarinetto in mi bemolle), 2 fagotti, controfagotto
- 6 corni, 3 trombe, 3 tromboni, sassofono contralto, basso tuba
- timpani, xilofono, piatti, woodblock, grancassa, tamburo militare, tamburo basco
- 2 arpe, pianoforte, archi

### Il tono anti militarista
Secondo Herbert Glass, Britten ha composto la Sinfonia da Requiem in memoria dei suoi genitori. Era anche un'espressione del pacifismo di tutta una vita del compositore e una reazione agli oscuri sviluppi politici che portarono alla fine alla seconda guerra mondiale. In effetti si era stabilito negli Stati Uniti a causa del coinvolgimento della Gran Bretagna nella guerra. In un articolo pubblicato il 27 aprile 1940, dichiarò al New York Sun: "Lo sto rendendo il più possibile contrario alla guerra ... Non credo che tu possa esprimere teorie sociali o politiche o economiche in musica, ma accoppiando nuova musica con frasi musicali ben note, penso che sia possibile superare certe idee ... tutto quello di cui sono sicuro è la mia convinzione contraria alla guerra mentre lo scrivo".
Le opere a tema politico di Britten prima del 1939 non si erano rivelate popolari. Sebbene il suo editore, Boosey & Hawkes, lo avesse sostenuto nelle sue composizioni, aveva anche cercato di incoraggiarlo a scrivere brani più convenzionali, suggerendo, ad esempio, un concerto per pianoforte per la BBC e un balletto per il Sadler's Wells. La guerra cambiò tutto questo. Prima della Sinfonia, Ballad of Heroes e Advance Democracy andarono bene proprio in virtù dei loro temi politici.

### Collocazione nel repertorio di Britten
Il musicologo Peter Evans afferma che, mentre Diversioni per pianoforte per mano sinistra e orchestra sono venute dopo, la Sinfonia rappresenta l'apice della prima scrittura orchestrale di Britten.